# 凸版印刷
凸版印刷（英語：letterpress printing）凸版從前以活版為主，其他和活版並版的圖片版，不管是鋅質還是膠質，均同屬凸版（包括古代以整塊木板去雕刻的木刻版）。

## 發明
最早由石括、括章所衍生而來，並應用於印文陶、斑紋布等物品之上。
漢代普遍使用印章，各級官衙往返公文需蓋以關防以玆識別，故對印刷術的興起有一定的作用。漢光和六年，刻了六經石碑，立於太學門外，觀視及摹寫者難以數計，有好事者創石拓印法。

## 原理
凸版的特徵，是印紋部分高出於非印紋，並在印刷图紋上塗上一層油墨，並將之印於物品之上，在版上看到的都是負像，印後反成正像，通稱凸版印刷。凸版的版面凹凸甚為明顯，易於表現油墨。凸版印版和印刷原理也可用于烫金、压凸等工艺。
凸版有二種：一為照相凸版；二為橡膠版。其中照相凸版又分兩種：鋅版和樹脂版（柔版印刷，也称彈性印刷）。

### 照相凸版
除了活版以外的凸版，絕大多數都是透過製版照相的方法，將圖與文製成有明顯凸起的印文以從事印刷，其用途除了配屬活版共版印刷以外，仍有相當多數情況，這式凸版也獨立成為一種印刷版來使用，由於使用的版材又有多種不同類別，所以合稱為照相凸版，通俗一點的則直稱鋅版等。

### 柔性版印刷（Flexographic）
晚近的凸版漸為彈性印刷的天下，使用材質，除了真正的橡皮版（niroyal Platw）以外，尚有賽璐璐版—美國杜邦出品，軟性樹脂版（Flexographic Plate）原指本產品而言。油墨方面多採用苯胺溶劑的油墨，又稱為阿尼林（Aniline）印刷。現代的彈性印刷，連印刷機也紛紛以圓版圓壓式印刷，製版的技術上，以计算机直接製版的時代也已來臨。

## 應用
應付小型及印量不多的印刷品，如刊物封面、賀卡、信封、名片、喜帖、版畫及民國八十年代之前的報紙等，常兼具有加印裁撕線、摺線、編碼、燙金、打凸模等。現今只應用於個別加工工序上

## 優點
1. 印刷過程中發現錯誤能隨時改正
2. 適合燙金與壓凸等印刷後加工業者使用

在以前其實凸版常用在印製報章書籍上，但數位印刷的興起後，凸版印刷慢慢淡出主流的印刷市場，但是名片的凸版印刷市場卻是依舊蓬勃，特別是經由設計師選擇名片紙張和搭配名片燙金、軋型、一般印刷等加工印刷後，凸版名片特殊的質感與細緻的觸感反而成為名片的特點。
同時凸版印刷名片結合了色彩鮮豔、邊緣明顯和富壓痕手感等優點，在視覺和觸感上和一般印刷有很大的不同，因此常有客戶指名要用這種做法設計名片。

## 缺點
1. 檢字排版過程手續繁雜
2. 製版印刷成本均高
3. 假如要使用凸版印刷印出比較多的文字，製作的時間會久一點

## 另見
- 凹版印刷